# Mapache de Jersón
El mapache de Jersón (en ucraniano: єно́т з Херсо́на), a veces denominado simplemente Jersón (en ucraniano: Херсо́н), es un mapache que fue robado de la ciudad de Jersón en noviembre de 2022 por el cuidador del zoológico ruso Oleg Zubkov. El robo ocurrió durante la retirada rusa de Jersón durante la invasión rusa de Ucrania, y Zubkov afirmó que se llevó el mapache, junto con otros animales, su parque safari en Crimea para protegerlos de la guerra. El animal se convirtió en objeto de memes satíricos en Ucrania, mientras que en Rusia se convirtió en una fuente de moral y una herramienta de propaganda prorrusa. En diciembre de 2022, el mapache mordió a Volódimir Saldo, gobernador de la administración rusa de la región de Jersón.

## Robo
El 11 de noviembre de 2022, Oleg Zubkov, un cuidador del zoológico ruso y director del parque safari Taigan, publicó un video en el que aparecía atrapando mapaches del zoológico de Jersón, bajo el título «Estamos en Jersón. ¡Oleg Zubkov atrapa mapaches CON LAS MANOS DESNUDAS!». El video también muestra a personas con uniformes de Taigan cargando otros animales en camiones, lo que hizo suponer que  estaban transportando los animales a Taigan. Posteriormente Zubkov eliminó el video, pero otros usuarios lo volvieron  a subir. El mapache en particular cobró mayor atención cuando la bloguera  nacionalista rusa y poeta, Anna Dolgareva, se jactó en Telegram del robo, afirmando que el robo del mapache por su amigo Zubkov era «única buena noticia» surgida de la reciente pérdida de Kherson por el ejército ruso. 
Unos días después, Zubkov declaró en una entrevista que los animales del zoológico de Jersón fueron llevados a la Crimea ocupada por Rusia y colocados en el parque safari de Taigan. Según él, en total se trajeron dos lobos, una llama, un burro, siete mapaches, pavos reales, gallinas de guinea y faisanes. Calificó sus acciones como «rescate» de los animales de la zona de guerra y prometió devolverlos cuando la paz volviera a Jersón. También dijo que Volodimir Saldo, el jefe de la administración de ocupación rusa de la región de Jersón, le había pedido que evacuara a los animales.

## Reacciones

### En Ucrania

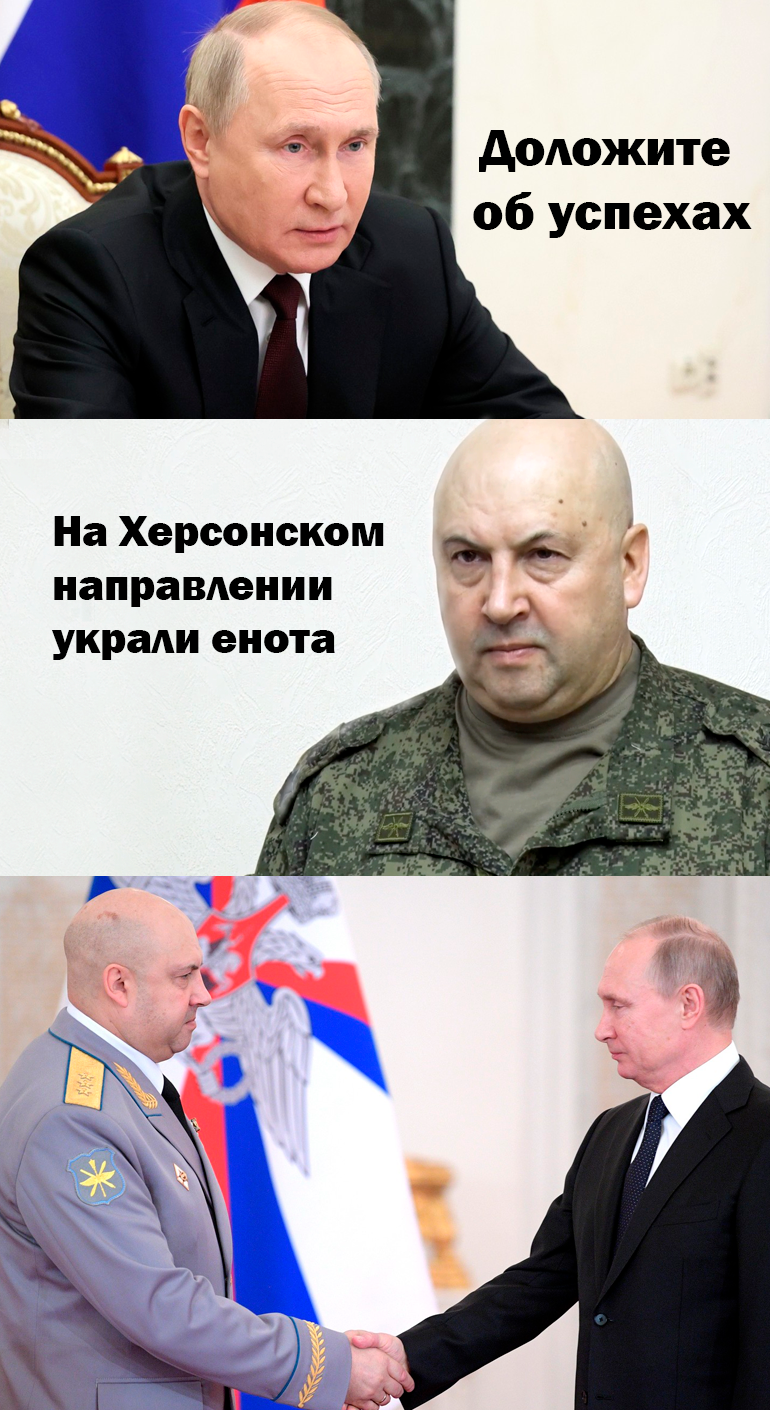
Un ejemplo de un meme sobre el mapache. El presidente ruso, Vladímir Putin, le pide a su general Serguéi Surovikin que informe sobre los éxitos militares. Surovikin responde diciendo «un mapache fue robado en la dirección de Jersón», lo que lleva a Putin a felicitarlo con un apretón de manos.

El 13 de noviembre, Oleksandr Todorchuk, fundador de la organización ucraniana de protección animal UAnimals, anunció que el comando ruso había robado el mapache del zoológico de Jersón, confirmando la versión de que los animales habían sido llevados a Crimea. Dolgareva negó más tarde que se hubiera producido el robo. A su vez, una captura de pantalla de su publicación original se volvió viral en la red social Twitter, lo que dio lugar a la creación de numerosos memes y bromas sobre el mapache.
La rama ucraniana de BBC News informó que el mapache se había convertido en un símbolo de la guerra y «de lo absurdo del ejército ruso», que da la impresión de robarlo todo, desde lavadoras hasta inodoros y animales. Los usuarios de las redes sociales ucranianas se burlaron de la celebración por parte de los usuarios prorrusos, bromeando que los objetivos del ejército ruso en Ucrania habían evolucionado de ocupar todo el territorio de Ucrania a robar un mapache de un zoológico. Se refirieron al secuestro como el «objetivo sagrado de la operación militar especial rusa» y propusieron la creación de una medalla por la captura del mapache, además de crear memes que presentan escenarios en los que el presidente ruso, Vladímir Putin, reacciona a la captura del mapache. Algunos memes exigieron la liberación del mapache, con parodias como «Rescatando al soldado Mapache», un juego de palabras con Rescatando al soldado Ryan.
Serhi Bratchuk, portavoz de la administración militar ucraniana de la región de Odesa, ofreció sarcásticamente intercambiar el mapache por diez prisioneros de guerra rusos. En la página web de la Presidencia de Ucrania se creó una petición para intercambiar el mapache por el monumento de Catalina la Grande en Odesa, y hasta el 22 de noviembre de 2022 ya había recibido más de 6500 firmas.
Ihor Smilianski, director general de correos de Ucrania, dijo que podría emitir un nuevo sello con el mapache de Jersón. Serhi Jlan, miembro del Consejo de la región de Jersón, señaló que el significado simbólico del mapache para Jersón podría compararse con el de la sandía.

### En Rusia
El 22 de noviembre, el canal de televisión ruso Vesti informó sobre el traslado del mapache y el presentador afirmó que el mapache era un símbolo de los soldados rusos y sus victorias. El artículo también se refirió al mapache en términos positivos, comparándolo con los soldados rusos y dijo que el nombre para él, Jersón, fue elegido en una encuesta en línea. Los medios rusos afirmaron que el mapache vive con los soldados rusos en las trincheras y que le encanta hacer «fechorías» y poner «patas arriba» su espacio.
Los comentaristas han descrito al mapache como alguien que ha adquirido un significado «mitológico» en la propaganda rusa, como un símbolo para el ejército ruso que pretende retratarlo como «rápido y astuto», pero de «exterior agradable, no agresivo». Semanas después del traslado se creó un canal de Telegram prorruso que lleva el nombre del mapache y en el que se publicaban frecuentemente contenidos relacionados con el mapache, incluidos algunos dirigidos a niños. 
En diciembre de 2022, se publicó un video que muestra a Volodímir Saldo siendo mordido por el mapache cuando intentaba  acariciar el animal en video.